# Rohrbach (Ober-Ramstadt)

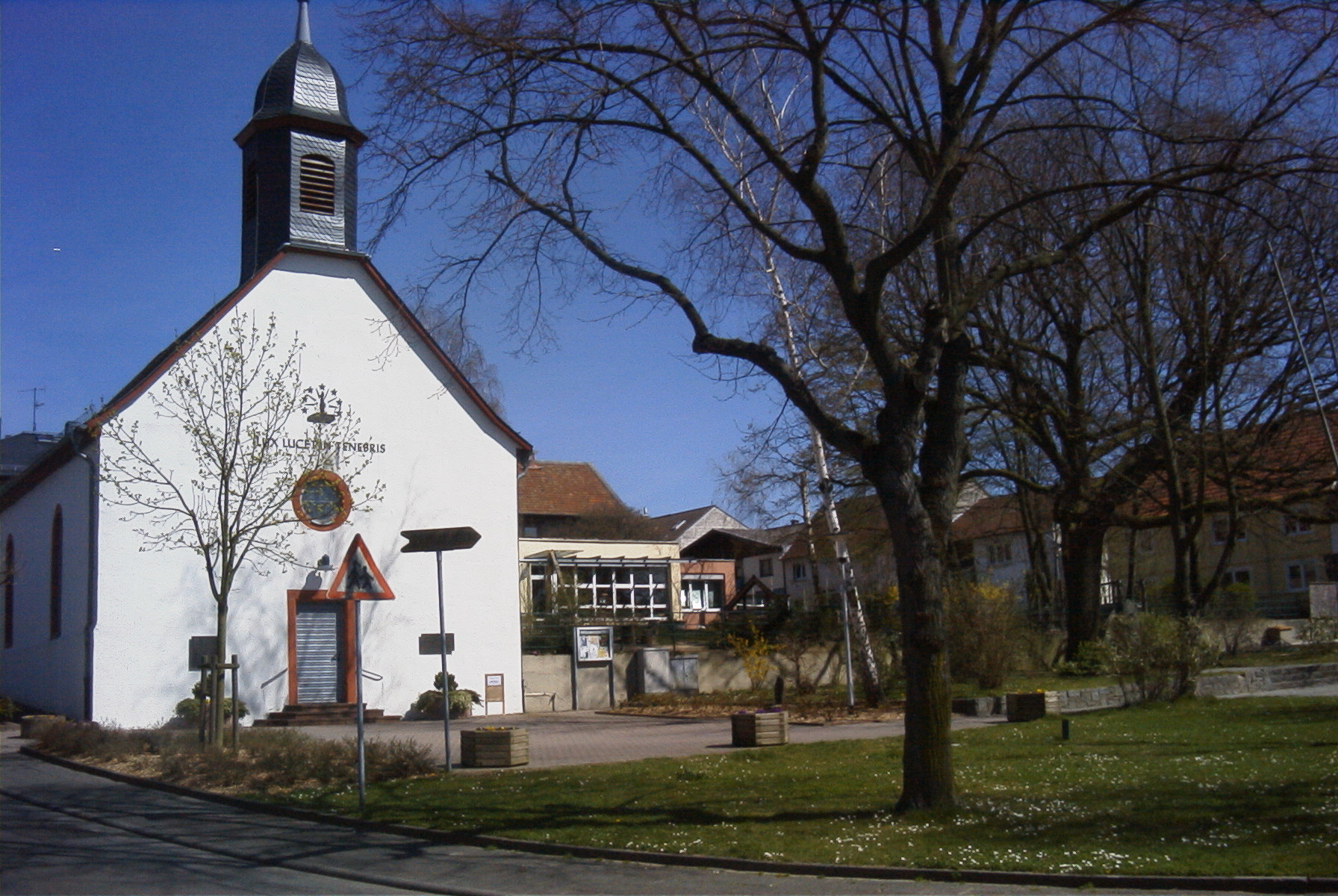
Kirche (2007)

Rohrbach ist ein Stadtteil von Ober-Ramstadt im südhessischen Landkreis Darmstadt-Dieburg.

## Geografie
Rohrbach liegt im vorderen Odenwald. Durch den Ort verläuft von Norden nach Süden die Landesstraße 3105. Die Quelle des Rohrbach befindet sich südsüdöstlich vom Ort.

## Geschichte

### Ortsgeschichte
Bei der ersten urkundlichen Erwähnung (1292) wird nicht das Dorf Rohrbach, sondern die drei Ritter Hartmut, Hartmund und Stephan von Rohrbach genannt. Der Ort Rohrbach wird urkundlich erstmals 1382 genannt. 1382 haben in „Werner Kalbs Krieg“ Reisige (bewaffnete Dienstleute) der Städte Frankfurt, Mainz und Worms erhebliche Schäden in Nieder-Modau, Ober-Modau, Rohrbach, Wembach und auf dem Hofgut Illbach (Eulbach) angerichtet.
Weitere historische Ortsnamen sind Roirbach (1403) und ab 1670 Rohrbach. Lehnsherren von Rohrbach waren die Grafen von Katzenelnbogen und fällt mit deren Aussterben im Jahre 1479 als Erbe an die Landgrafschaft Hessen. Durch Urkunden belegt sind:
1392 hat Werner Kalb von Reinheim (die Familie war später Mitglied im Ritterkanton Odenwald) seine Güter zu Rohrbach von Graf Eberhard von Katzenelnbogen zu Lehen. Lehensträger waren die Familien von Eulbach/Ulbach (1398), Werberg von Lindenfels (1403), eine im 15. Jahrhundert zeitweise sehr einflussreiche Familie am Heidelberger Hof, von Mosbach (1423), die Familie war später Mitglied im Ritterkanton Odenwald, von Erligheim (1423), von Rohrbach (1440), von Helmstatt (1441) (die Familie war später Mitglied im Ritterkanton Odenwald), von Wallbrunn (1450) und Hans von Möhringen, Schwager von Hans von Rohrbach (1463). 1489 belehnt Landgraf Wilhelm I. von Hessen Philipp Kalb von Reinheim mit Rohrbach.
1699 wurden in Rohrbach und in den Nachbarorten Hahn und Wembach mehrere flüchtige Waldenser-Familien aus der Gemeinde Pragelà aus dem Herzogtum Piemont in Italien angesiedelt. 25 Familien mit 125 Personen kamen nach Rohrbach; 23 Familien mit 115 Personen nach Wembach und Hahn. Neben eigenen Pfarrern hatte die Kolonie auch eigene Lehrer sowie eigene Bürgermeister und somit eine eigenständige Verwaltung. Ab 1718 erfolgte der Neuaufbau von Rohrbach nach den Plänen von Johann Justus Spengler; um einen großen Platz in der Mitte (Place de commun) wurden 25 Häuser nach einheitlichem Bauplan gebaut, vier davon waren zweistöckig. 1738 starb Pfarrer Jacques Moutoux, er wurde 1656 in Traverses/Pragela geboren und begleitete seine Gemeinde in die neue Heimat; ihm folgte sein Sohn David als Pfarrer für die Kolonie. 1745 erfolgten umfangreiche Waldrodungen zur Vergrößerung der drei landgräflichen Höfe, die vom Landgrafen den 48 Waldenserfamilien zugewiesen worden waren. Zahlreiche Familien der Kolonie wandern 1750 unter Führung von David Moutoux nach Brandenburg aus. Neuer Pfarrer wurde Johann Philipp May (1750–1779), ihm folgte sein Sohn gleichen Namens (1779–1820). 1779 wird erstmals der Kartoffelanbau erwähnt. Den Waldensern wurde um 1820 die Benutzung der französischen Sprache in Kirche und Schule verboten. Nach und nach verlieren sie auch ihre Privilegien.
Die deutschen Einwohner von Rohrbach gehörten zum Gerichtsbezirk der Zent Oberramstadt. Die Zent war in sogenannte „Reiswagen“ eingeteilt, denen jeweils ein Oberschultheiß vorstand, die dem Zentgrafen unterstellt waren. Rohrbach gehörte zum „Oberramstädter Reiswagen“, dem auch noch die Orte Ober-Ramstadt, Asbach, Dilshofen, Ober-Modau, Nieder-Modau und Frankenhausen angehörten. Die gesamte Zent Oberramstadt war dem Amt Lichtenberg zugeteilt. Diese Einteilung bestand noch bis zum Beginn des 19. Jahrhunderts.
Die 321 französischen Einwohner in Rohrbach, Wembach und Hahn (Stand 1791) unterstanden zwar der Zentgerichtsbarkeit waren ab nicht den Reiswagen zugeteilt.
Die Statistisch-topographisch-historische Beschreibung des Großherzogthums Hessen berichtet 1829 über Rohrbach:

„Rohrbach (L. Bez. Reinheim) reform. Pfarrdorf; liegt 1 1⁄4 St. von Reinheim, und hat 47 Häuser und 316 Einw., die bis auf 63 Luth. und 2 Kath. reformirt sind. Die Kirche wurde 1762 erbaut; früher wurde die Strumpfweberei sehr stark betrieben. Jährlich werden 4 Krämer Märkte gehalten. Dieser Ort hatte Edelleute, die sich nach ihm benannt haben. Im 30jährigen Krieg war Rohrbach sehr herabgekommen, wurde aber 1699 von den Waldensern erweitert und größtentheils erbaut.“

Ab 1866 wurde die Verwaltung geteilt: Ein Bürgermeister war fortan für Rohrbach zuständig, ein weiterer für Wembach und Hahn. 1890 wurde das Schul- und Pfarrhaus errichtet. Das Schulhaus wurde am 8. November 1891 eingeweiht. Der 200. Jahrestag der Koloniegründung wurde 1899 mit einem großen Festzug gefeiert und ein Gedenkstein errichtet. 1899 wurde mit der Planung einer zentralen Wasserversorgung begonnen. 1900 wird in Rohrbach und Wembach eine neue Schule errichtet. 1940 wurde mit Hilfe der NSV eine Kleinkinderschule im Saal der Gastwirtschaft Sonne eingerichtet. Im Jahr 1965 ist die neue Sportanlage und das Vereinshaus eingeweiht worden.
Im Zuge der Gebietsreform in Hessen wurde aufgrund des Grenzänderungsvertrages am 21. Januar 1972 für den Stadtteil Rohrbach ein Ortsbezirk mit Ortsbeirat und Ortsvorsteher eingerichtet, der das Gebiet der ehemaligen Gemeinde umfasst. Am 1. April 1972 wurde die Gemeinde im Zuge der Gebietsreform in Hessen auf freiwilliger Basis nach Ober-Ramstadt eingegliedert.  Rohrbach ist im Stadtgebiet der einzige Stadtteil mit Ortsbezirk nach der Hessischen Gemeindeordnung.

### Verwaltungsgeschichte im Überblick
Die folgende Liste zeigt die Staaten und Verwaltungseinheiten, denen Rohrbach angehört(e):
- vor 1479: Heiliges Römisches Reich, Grafschaft Katzenelnbogen, Obergrafschaft Katzenelnbogen
- ab 1479: Heiliges Römisches Reich, Landgrafschaft Hessen, Obergrafschaft Katzenelnbogen
- ab 1500: Heiliges Römisches Reich, Oberrheinischer Reichskreis (bis 1806), Landgrafschaft Hessen, Obergrafschaft Katzenelnbogen
- ab 1567: Heiliges Römisches Reich, Landgrafschaft Hessen-Darmstadt, Obergrafschaft Katzenelnbogen, (1783: Amt Lichtenberg, Zent Oberramstadt, Oberramstädter Reiswagen)
- ab 1803: Heiliges Römisches Reich, Landgrafschaft Hessen-Darmstadt, Fürstentum Starkenburg, Amt Lichtenberg
- ab 1806: Großherzogtum Hessen,[Anm. 2] Fürstentum Starkenburg, Amt Lichtenberg[17]
- ab 1815: Großherzogtum Hessen[Anm. 3], Provinz Starkenburg, Amt Lichtenberg
- ab 1821: Großherzogtum Hessen, Provinz Starkenburg, Landratsbezirk Reinheim[Anm. 4]
- ab 1832: Großherzogtum Hessen, Provinz Starkenburg, Kreis Dieburg
- ab 1848: Großherzogtum Hessen, Regierungsbezirk Dieburg
- ab 1852: Großherzogtum Hessen, Provinz Starkenburg, Kreis Dieburg
- ab 1871: Deutsches Reich, Großherzogtum Hessen, Provinz Starkenburg, Kreis Dieburg
- ab 1918: Deutsches Reich (Weimarer Republik), Volksstaat Hessen, Provinz Starkenburg, Kreis Dieburg
- ab 1938: Deutsches Reich, Volksstaat Hessen, Landkreis Darmstadt[18][Anm. 5]
- ab 1945: Amerikanische Besatzungszone,[Anm. 6] Groß-Hessen, Regierungsbezirk Darmstadt, Landkreis Darmstadt
- ab 1946: Amerikanische Besatzungszone, Land Hessen, Regierungsbezirk Darmstadt, Landkreis Darmstadt
- ab 1949: Bundesrepublik Deutschland, Land Hessen, Regierungsbezirk Darmstadt, Landkreis Darmstadt
- ab 1972: Bundesrepublik Deutschland, Land Hessen, Regierungsbezirk Darmstadt, Landkreis Darmstadt, Stadt Ober-Ramstadt[Anm. 7]
- ab 1977: Bundesrepublik Deutschland, Land Hessen, Regierungsbezirk Darmstadt, Landkreis Darmstadt-Dieburg, Stadt Ober-Ramstadt

### Gerichte
Rohrbach gehörte zum Zentgericht Oberramstadt. In der Landgrafschaft Hessen-Darmstadt wurde mit Ausführungsverordnung vom 9. Dezember 1803 das Gerichtswesen neu organisiert. Für das Fürstentum Starkenburg wurde das „Hofgericht Darmstadt“ eingerichtet. Es war für normale bürgerliche Streitsachen Gericht der zweiten Instanz, für standesherrliche Familienrechtssachen und Kriminalfälle die erste Instanz. Übergeordnet war das Oberappellationsgericht Darmstadt. Die Rechtsprechung der ersten Instanz wurde durch die Ämter bzw. Standesherren vorgenommen. Damit war für Rohrbach das Amt Lichtenberg zuständig. Die Zentgerichte hatten damit ihre Funktion verloren.
Mit Bildung der Landgerichte im Großherzogtum Hessen war ab 1821 das Landgericht Lichtenberg das Gericht erster Instanz, zweite Instanz war das Hofgericht Darmstadt. Es folgten:
- ab 1848: Landgericht Reinheim (Verlegung von Lichtenberg nach Reinheim), zweite Instanz: Hofgericht Darmstadt
- ab 1879: Amtsgericht Reinheim, zweite Instanz: Landgericht Darmstadt
- ab 1968: Amtsgericht Darmstadt mit der Auflösung des Amtsgerichts Reinheim, zweite Instanz: Landgericht Darmstadt

### Bevölkerung

#### Einwohnerentwicklung
| • 1629: | 9 Hausgesesse                                              |
| • 1630: | 45 Einwohner (geschätzt)                                   |
| • 1791: | 321 (in Rohrbach, Wembach und Hahn) französische Einwohner |
| • 1800: | 148 französische Einwohner                                 |
| • 1806: | 164 Einwohner, 28 Häuser                                   |
| • 1829: | 316 Einwohner, 47 Häuser                                   |
| • 1867: | 380 Einwohner, 66 Häuser                                   |

| Rohrbach: Einwohnerzahlen von 1806 bis 2017 | Rohrbach: Einwohnerzahlen von 1806 bis 2017 | Rohrbach: Einwohnerzahlen von 1806 bis 2017 | Rohrbach: Einwohnerzahlen von 1806 bis 2017 | Rohrbach: Einwohnerzahlen von 1806 bis 2017 |
| --- | ------------------------------------------- | ------------------------------------------- | ------------------------------------------- | ------------------------------------------- |
| Jahr |                                             |                                             |                                             | Einwohner                                   |
| 1806 | 1806                                        |                                             | 164                                         | 164                                         |
| 1829 | 1829                                        |                                             | 316                                         | 316                                         |
| 1834 | 1834                                        |                                             | 333                                         | 333                                         |
| 1840 | 1840                                        |                                             | 332                                         | 332                                         |
| 1846 | 1846                                        |                                             | 366                                         | 366                                         |
| 1852 | 1852                                        |                                             | 322                                         | 322                                         |
| 1858 | 1858                                        |                                             | 332                                         | 332                                         |
| 1864 | 1864                                        |                                             | 373                                         | 373                                         |
| 1871 | 1871                                        |                                             | 400                                         | 400                                         |
| 1875 | 1875                                        |                                             | 382                                         | 382                                         |
| 1885 | 1885                                        |                                             | 420                                         | 420                                         |
| 1895 | 1895                                        |                                             | 425                                         | 425                                         |
| 1905 | 1905                                        |                                             | 394                                         | 394                                         |
| 1910 | 1910                                        |                                             | 400                                         | 400                                         |
| 1925 | 1925                                        |                                             | 430                                         | 430                                         |
| 1939 | 1939                                        |                                             | 389                                         | 389                                         |
| 1946 | 1946                                        |                                             | 630                                         | 630                                         |
| 1950 | 1950                                        |                                             | 591                                         | 591                                         |
| 1956 | 1956                                        |                                             | 572                                         | 572                                         |
| 1961 | 1961                                        |                                             | 626                                         | 626                                         |
| 1967 | 1967                                        |                                             | 749                                         | 749                                         |
| 1970 | 1970                                        |                                             | 784                                         | 784                                         |
| 1980 | 1980                                        |                                             | ?                                           | ?                                           |
| 1990 | 1990                                        |                                             | ?                                           | ?                                           |
| 2005 | 2005                                        |                                             | 1.434                                       | 1.434                                       |
| 2011 | 2011                                        |                                             | 1.323                                       | 1.323                                       |
| 2017 | 2017                                        |                                             | 1.364                                       | 1.364                                       |
| Datenquelle: Historisches Gemeindeverzeichnis für Hessen: Die Bevölkerung der Gemeinden 1834 bis 1967. Wiesbaden: Hessisches Statistisches Landesamt, 1968. Weitere Quellen: LAGIS; Stadt Ober-Ramstadt: 2005, 2017: Zensus 2011Ausgewählte Daten über Bevölkerung und Haushalte am 9. Mai 2011 in den hessischen Gemeinden und Gemeindeteilen. (PDF; 1,8 MB) In: Zensus 2011. Hessisches Statistisches Landesamt |                                             |                                             |                                             |                                             |

#### Einwohnerstruktur
Nach den Erhebungen des Zensus 2011 lebten am Stichtag dem 9. Mai 2011 in Rohrbach 1323 Einwohner. Darunter waren 87 (6,6 %) Ausländer.
Nach dem Lebensalter waren 210 Einwohner unter 18 Jahren, 547 zwischen 18 und 49, 312 zwischen 50 und 64 und 364 Einwohner waren älter.
Die Einwohner lebten in 591 Haushalten. Davon waren 177 Singlehaushalte, 183 Paare ohne Kinder und 165 Paare mit Kindern, sowie 57 Alleinerziehende und 12 Wohngemeinschaften. In 123 Haushalten lebten ausschließlich Senioren und in 405 Haushaltungen lebten keine Senioren.

#### Religionszugehörigkeit
| • 1829: | 63 lutheranische (= 10,40 %), 251 reformierte (= 51,42 %) und 4 katholische (= 0,60 %). Einwohner |
| • 1961: | 508 evangelische (= 81,15 %), 110 katholische (= 17,57 %) Einwohner                               |

## Politik

### Bürgermeister
Die Bürgermeister der Gemeinde Rohrbach waren bis zur Eingemeindung nach Ober-Ramstadt 1972:
- 1821–1830 Rambaud, Daniel sen.[25]
- 1830–1831 Rambaud, Daniel jun.
- 1831–1836 Bertaloth, Abraham[26]
- 1836–1841 Gaydoul, Abraham II.[27]
- 1841–1846 Perron, Jean George III.
- 1846–1857 Gaydoul, Abraham III.[28]
- 1857–1865 Gaydoul, Karl I.[29]
- 1865–1871 Perron, Daniel I.[30]
- 1871–1893 Perron, Daniel II.[31]
- 1893–1905 Bertaloth, Johannes II.[32]
- 1905–1916 Gaydoul, Johann Georg II.[33]
- 1916–1919 Röder
- 1919–1933 Heleine
- 1933–1934 Lantelme, Peter Georg (kommissarisch)
- 1934–1938 Lantelme, Peter Georg (hauptamtlich)
- 1938–1945 Lantelme, Karl
- 1945–1968 Bonin, Peter IX.[34]
- 1968–1972 Guyot, Helmut

### Ortsbeirat
Für Rohrbach besteht ein Ortsbezirk (Gebiete der ehemaligen Gemeinde Rohrbach) mit Ortsbeirat und Ortsvorsteher nach der Hessischen Gemeindeordnung.
Der Ortsbeirat besteht derzeit aus sieben Mitgliedern. Seit den Kommunalwahlen 2021 gehören ihm zwei Mitglieder der SPD, jeweils ein Mitglied der CDU und Bündnis 90/DIE GRÜNEN und drei parteilose Mitglieder an. Ortsvorsteher ist Wolfgang Schlösser (SPD).

### Wappen
| Wappen Rohrbach | Blasonierung: „In Silber eine bewurzelte grüne Tanne, deren Stamm von zwei steigenden und einander zugekehrten blau -gekrönten und -bewehrten roten Löwen beiderseits gehalten wird.“ |
| Wappen Rohrbach | Wappenbegründung: Dieses Bild zeigt das Gerichtssiegel von 1700. In diesem Jahre schloss die Waldenser-Gemeinde Pragelà mit dem Landgrafen Ernst Ludwig von Hessen einen Vertrag, auf Grund dessen ihr die Höfe Rohrbach, Wembach und Hahn überlassen wurden. Sie erhielten ein eigenes weltliches Gericht mit obigem Siegel, dessen Bild der Gemeinde Rohrbach 1950 amtlich als Wappen verliehen wurde. Das Wappen wurde am 2. November 1950 durch das Hessische Ministerium des Innern genehmigt. |

## Kultur und Sehenswürdigkeiten

### Regelmäßige Veranstaltungen
- 2. September Wochenende: Kerb[38]

### Natur und Schutzgebiete
Nordwestlich von Rohrbach liegt auf einer bewaldeten Hügelkuppe das Naturdenkmal und Vogelschutzgebiet Walmersberg.